# Земеродно рибарче
Земеродното рибарче (Alcedo atthis) е дребна птица от семейство Земеродни рибарчета (Alcedinidae). Среща се и в България.

## Физически характеристики
Горната страна на главата на мъжкия е тъмнозелена с напречни сини ивици. „Бузите“ са ръждиви, а зад тях има бяло петно. Гърбът, кръстът и опашката са сини. Гърдите и коремът – ръждиви. Крилата са тъмнозелени със сини капковидни петна. Гръбната страна на женската е със зеленикав оттенък, коремната страна е по-светла, а долната половина на клюна или само основата му е червена. Младите екземпляри имат по-светло оперение без метален блясък и перата по гърдите са с кафяв оттенък. Дължина на тялото: 16 cm. Размах на крилете: 25 cm.

## Начин на живот и хранене
Лети ниско над водата, като маха бързо с крила и издава тънък писклив звук. Често стои кацнало неподвижно на клонче, надвесено ниско над водата или по камъните. Храни се с малки рибки, които лови по водната повърхност, водни насекоми и техните ларви, мекотели и дребни земноводни.

## Размножаване
Гнездото си прави в дупки по бреговете на реки. Дупката е дълга от 30 cm до 1 метър и на края завършва с широка гнездова камера без постелка. По-късно дупката се покрива с дебел слой от хранителни останки и мирише неприятно. Снася 4 – 8 кръгли бели яйца, които родителите мътят 21 дни. Малките напускат гнездото след 18 дни. Земеродното рибарче отглежда две поколения годишно.

## Списък на подвидовете
- Alcedo atthis atthis (Linnaeus, 1758)
- Alcedo atthis bengalensis Gmelin, 1788
- Alcedo atthis floresiana Sharpe, 1892
- Alcedo atthis hispidoides Lesson, 1837
- Alcedo atthis ispida Linnaeus, 1758 – Синьо рибарче
- Alcedo atthis salomonensis Rothschild & Hartert, 1905
- Alcedo atthis taprobana O. Kleinschmidt, 1894